# Меда Педингтон (филм)
Меда Педингтон (енгл. Paddington) је играно-анимирана филмска комедија из 2014. године, режисера и сценаристе Пола Кинга. Филм је развијен из приче Кинга и Хамиша Макола, која је заснована на причама о Меди Педингтону које је започео Мајкл Бонд. У продукцији Дејвида Хејмана, Бен Вишо позајмљује глас насловном лику, док су у осталим играним улогама Хју Боневил, Сали Хокинс, Џули Волтерс, Џим Бродбент, Питер Капалди и Никол Кидман. Радња филма прати Педингтона, антропоморфног медведа који се сели из џунгле „Најмрачнијег Перуа” на улице Лондона, где га усваја породица Браун. Кидманова глуми таксидермисткињу која покушава да га дода у своју колекцију.
Рађено у британско-француској ко-продукцији, снимање филма је почело у септембру 2013, а завршено је у јуну 2014. године. Колин Ферт је испрва требало да позајми глас Педингтону, али је током постпродукције замењен Вишоом.
Филм је у британским биоскопима објављен 28. новембра 2014. и добио је позитивне рецензије критичара, који су нарочито похвалили Вишоову гласовну глуму, хумор, сценарио, визуелне ефекте, као и привлачност филма и деци и одраслима. Зарадио је преко 282 милиона долара широм света и био је номинован за две награде БАФТА (за најбољи британски филм и најбољи адаптирани сценарио). Наставак, Меда Педингтон 2, премијерно је приказан 2017. године.

## Радња
У дубоким џунглама мрачног Перуа, британски истраживач Монтгомери Клајд долази у контакт са непознатом врстом медведа. Он испрва жели да убије једног од њих како би примерак однео у Британију, али му други медвед узима пиштољ. Сазнаје да је ова породица медведа интелигентна, да је способна да учи енглески језик и да гаји дубоку наклоност према мармелади. Он их назива Луси и Пастузо. Када је полазио назад кући бацио је своју капу Пастузу и рекао медведима да су добродошли ако икада буду желели да дођу у Лондон. 
Годинама касније, двоје медведа живи са својим нећаком у миру све док земљотрес не погоди њихово станиште, те су принуђени да траже склониште под земљом. Растројен и узнемирен због губитка своје куће, Пастузо није у стању да дође до склоништа на време. Он нестаје, а његову капу сутрадан проналази његов нећак. Тетка Луси наговара нећака да утеху потражи у Лондону на што он пристаје; она одлази у Дом за пензионисане медведе. 
Млади медвед стиже у Лондон, али не успева да пронађе дом. Налази га породица Браун која му даје име Педингтон по станици на којој су га пронашли. План је да код њих остане једну ноћ док не пронађу станиште за њега. Педингтон мисли да може да пронађе истраживача који се годинама раније сусрео са његовом родбином у Перуу. У тој потрази му помаже господин Браун истражујући архиве и прикупљајући податке из досадашњих експедиција из Перуа. Међутим, убрзо схвата да је то тежак и напоран пут. 
У међувремену, музејска таксидермисткиња Милисент Клајд сазнаје за случај једног медведа у Лондону. Настоји да ухвати Педингтона, удружујући се са господином Каријем, комшијом Браунових.
Педингтон почиње да се осећа непожељним у кући и одлучује да је напусти. Креће у потрагу за Монтгомеријем Клајдом само да би сазнао да је он преминуо пре много година. Наилази на његову ћерку, Милисент, која се бави истим послом као њен отац. Након што је одлучио да не убије медведа, Монтгомери Клајд је изгубио прилику да постане један од најбогатијих људи. То је уједно и разлог због ког је Монтгомери био презрен од своје ћерке. Њене амбиције су да уради оно што њен отац није хтео.
Господин Кари открива њене праве намере и о томе обавештава породицу Браун која га спашава, а затим одлучује да га и усвоји. Милисент је осуђена на друштвено користан рад, а Педингтон се коначно осећа срећно и спокојно, јер је нашао нови дом, те своје емоције преноси у писмо које шаље својој тетки Луси.

## Улоге
| Глумац         | Улога                 |
| -------------- | --------------------- |
| Бен Вишо       | Меда Педингтон (глас) |
| Хју Боневил    | Хенри Браун           |
| Сали Хокинс    | Мери Браун            |
| Мадлен Харис   | Џуди Браун            |
| Самјуел Џослин | Џонатан Браун         |
| Џули Волтерс   | госпођа Берд          |
| Никол Кидман   | Милисент Клајд        |
| Питер Капалди  | господин Кари         |
| Џим Бродбент   | Самјуел Грубер        |
| Имелда Стонтон | Луси (глас)           |
| Мајкл Гамбон   | Пастузо (глас)        |
| Тим Дауни      | Монтгомери Клајд      |
| Мет Лукас      | таксиста Џо           |

## Признања
| Награда                   | Категорија                       | Прималац                 | Резултат   |
| ------------------------- | -------------------------------- | ------------------------ | ---------- |
| БАФТА                     | Најбољи британски филм           | Дејвид Хејман и Пол Кинг | Номинација |
| БАФТА                     | Најбољи адаптирани сценарио      | Пол Кинг                 | Номинација |
| Емпајер                   | Најбољи британски филм           | Дајвид Хејман и Пол Кинг | Номинација |
| Емпајер                   | Најбоља филмска комедија         | Дејвид Хејман и Пол Кинг | Освојено   |
| Сатурн                    | Најбоља филмска фантазија        | Дејвид Хејман и Пол Кинг | Номинација |
| South Bank Sky Arts Award | Најбољи филм                     | Дејвид Хејман и Пол Кинг | Номинација |
| Дечја БАФТА               | БАФТА гласови деце − играни филм | Меда Педингтон           | Номинација |
| Дечја БАФТА               | Играни филм                      | Дејвид Хејман и Пол Кинг | Освојено   |